# Alessandra Nibbi
Alessandra Nibbi (Porto San Giorgio, 30 giugno 1923 – Oxford, 15 gennaio 2007) è stata un'egittologa italiana naturalizzata australiana, che ha contribuito alla riscrittura della geografia dell'Antico Egitto.

## Biografia
Alessandra Nibbi nacque dal padre Gino, scrittore e storico dell'arte, e dalla madre Elvira Petrelli. A causa dell'avvento del Fascismo, nel 1928 la famiglia abbandonò l'Italia per stabilirsi a Melbourne, in Australia. Qui la sua formazione fu completamente in lingua inglese, che divenne pertanto la sua lingua madre.
In Australia, nel 1946, Alessandra Nibbi si laureò presso l'Università di Melbourne e si diplomò presso il locale conservatorio in canto come soprano.
Iniziò quindi l'attività lavorativa come insegnante di Lingua e Letteratura inglese.
Terminata la seconda guerra mondiale, nel 1947, la famiglia Nibbi fece ritorno in Italia, dove Alessandra si sposò. Dal matrimonio nacque nel 1953 il figlio Daniele. Successivamente la famiglia Nibbi trascorse ancora alcuni anni in Australia, paese che lasciò definitivamente nel 1963.
Durante il viaggio di ritorno, mentre la nave percorreva il canale di Suez, Alessandra partecipò ad una visita guidata alle piramidi: questo evento le cambiò la vita. Appena rientrata in Italia, si iscrisse dapprima all'Università di Perugia, dove seguì anche le lezioni dell'etruscologo Massimo Pallottino, e poi all'Università di Firenze, dove nel 1965 conseguì la laurea in Lettere. Si trasferì quindi con il figlio in Inghilterra, dove per un po' di tempo continuò a insegnare Inglese. Infine, decise di trasferirsi a Oxford, dove visse per il resto della sua vita.

## Attività scientifica
L'attività di Alessandra Nibbi fu principalmente rivolta ad un riesame delle fonti archeologiche e storiche, soprattutto per mettere ordine alle convinzioni erronee, principalmente in ambito geografico, che si erano affermate nel corso dei primi sviluppi dell'Egittologia, quando le conoscenze linguistiche non erano ancora adeguate.
Ad esempio, nella sua pubblicazione The Sea-Peoples: A Re-examination of the Egyptian Sources (1972), dimostra che con il concetto "Grande Verde" i testi egizi non intendevano indicare il mare, bensì il Delta del Nilo, facendo riferimento alla vegetazione lussureggiante. Inoltre, dimostra che non vi erano sufficienti elementi a supporto della tesi che identifica i popoli elencati nella Grande iscrizione di Karnak con i cosiddetti Popoli del Mare.
Tutte le opere di Alessandra Nibbi furono pubblicate a proprie spese, in quanto non apparteneva ad alcuna organizzazione accademica (musei o università); era fiera di essere indipendente.
Le reazioni al libro del 1972 furono notevoli, trovando soprattutto una forte opposizione nel mondo accademico. Dopo il XXIX Congresso degli Orientalisti (Parigi, 1973), il professor Claude Vandersleyen iniziò a collaborare con Nibbi cercando di supportare sotto il profilo linguistico le sue tesi.
A seguito del rifiuto delle principali riviste scientifiche del settore di pubblicare i suoi articoli, nel 1985 Nibbi fondò la propria rivista Discussions in Egyptology, che le permise la libertà di espressione. Grazie alla qualità delle pubblicazioni e ai numerosi collaboratori che fu in grado di coinvolgere, questa rivista è oggi riconosciuta tra le principali dell'Egittologia e ampiamente apprezzata.
Alessandra Nibbi effettuò anche esplorazioni sul territorio e campagne di scavo in Egitto a Marsa Matruh, e a Mersa Gawasis al fine di riscontrare le sue tesi.

## Opere
- The Tyrrhenians, Cowley, Oxford, 1969.
- The Sea Peoples: A Re-examination of the Egyptian Sources, Oxford, Church Army Press and Supplies, 1972.
- The Sea People and Egypt, Park Ridge, N.J., Noyes Press, 1976.[4]
- Some Remarks on the Assumption of Ancient Egyptian Sea-going, Haywards Heath, Society for Nautical Research, 1979.
- The Urgent Scientific Investigation of the Eastern Delta and the Eastern Desert, Berlin, Akademie-Verlag, 1979.
- Ancient Egypt and Some Eastern Neighbours, Park Ridge, N.J., Noyes Press, 1981.
- Ancient Egyptian Anchors: A Focus on the Facts, St. Albans, 1984.
- The Sea Peoples: Some Problems Concerning Historical Method, Sofia, Universitetska pechatnitsa, 1984.
- Ancient Byblos Reconsidered, Oxford, DE Publications, 1985.
- Wenamun and Alashiya Reconsidered, Oxford, DE Publications, 1985.
- Punt and Pygmies in the Northern Red Sea, Oxford, DE Publications, 1985.
- Lapwings and Libyans in Ancient Egypt, Oxford, DE Publications, 1986.
- Some Middle Kingdom Oxhide-shaped Ingots in the Egyptian Iconography and Their Name: NMS and Ashmolean Ingot 1892-919, Oxford, DE Publications, 1986.
- Ancient Egyptian Pot Bellows and the Oxhide Ingot Shape, Oxford, DE Publications, 1987.
- Some Oxhide-shaped Ingots from Theban Tomb 80, Oxford, DE Publications, 1988.
- The Archaeology, Geography and History of the Egyptian Delta in Pharaonic Times: Proceedings of Colloquium Wadham College, Oxford, 29–31 August 1988, Oxford, Cotswold Press, 1989.
- Canaan and Canaanite in Ancient Egypt, Oxford, DE Publications, 1989.
- The Canaan in Egypt, in Atti del II Congresso Internazionale di Studi Fenici e Punici, v.1, Roma, Consiglio nazionale delle ricerche, 1991.
- Five Stone Anchors from Alexandria, Nautical Archaeology Society, 1991.
- A Group of Stone Anchors from Mirgissa on the Upper Nile, s.l. , Nautical Archaeology Society, 1992 .
- Pot Bellows and Pot Stands, Oxford, DE Publications, 1993.
- Some Geographical Notes on Ancient Egypt: A Selection of Published Papers, 1975–1997, Oxford, DE Publications, 1997.
- Pot Bellows Again, Oxford, DE Publications, 2000.
- Some Comments on the "Oxhide" Ingot Following a Report in 'Antiquity', Oxford, DE Publications, 2000.
- The Name of Byblos – Again, Oxford, DE Publications, 2001.
- Ancient Egyptian Anchors and the Sea, Oxford, DE Publications, 2002.
- Discussions in Egyptology. 61, Oxford, Oxbow Books, 2006.